# خليل مردم بك
خليل مردم بك (1313 - 1379 هـ / 1895 - 1959م) عالم وباحث ومحقِّق ووزير سوري، وأديب كاتب، من كبار شعراء الشام، وثاني رئيس للمجمع العلمي العربي بدمشق، وأحد رجال سورية الوطنيين، ومؤلف النشيد الوطني السوري "حماة الديار". تسلَّم وِزارة الخارجية.

## سيرته
ولد خليل مردم بك في دمشق، يوم الاثنين 9 المحرَّم 1313هـ الموافق 1 تموز 1895م، لأسرة مردم بك الكريمة الثرية بدمشق، الممتدَّة إلى جدٍّ عثماني هو لالا مصطفى باشا فاتح قبرص، وأمُّه السيدة فاطمة ابنة السيِّد محمود الحمزاوي مفتي دمشق.
هو أحد شعراء الشام الأربعة: خليل مردم بك، وخير الدين الزركلي، وشفيق جبري، ومحمد البزم.
كان عضوًا في مجمع اللغة العربية بدمشق، فأمينًا لسرِّه، ثم رئيسًا له. اشتغل بالعمل الدبلوماسي مدة، وصار وزيرًا للمعارف، فالخارجية، واشتغل في الصحافة (مشاركًا) وأصدر عددًا من البحوث والمؤلفات.
وصار عضوًا في مجمعي القاهرة وبغداد. وله ديوان شعر صنعه بنفسه وراجعه للطبعة الثانية، وأضاف إليه.

## مقالات كُتِبَت عنه
1. "خليل مرم بك المجمعي الشاعر" للدكتور زكي المحاسني، نُشرت في مجلة المجلة 1959، العدد 34.[8]
2. "خليل مردم بك: بلبل الشام الغِرِّيد" لإبراهيم محمود الصغير، نُشرت في مجلة المعرفة 2015، العدد 618.[9]
3. "التعريف والنقد -خليل مردم بك- الشاعر وديوانه باللغة الألمانية" لمحمد كامل عياد، نُشرت في مجلة مجمع اللغة العربية بدمشق 1974، العدد 3.[10]

## وفاته
توفي خليل مردم بك بدمشق، يوم الثلاثاء 15 المحرَّم 1379ه‍ الموافق 21 يوليو (تمُّوز) 1959م. وشُيِّع جُثمانه من مقرِّ المجمع العلمي العربي، وصُلّي عليه في الجامع الأموي، ودُفن بمَدفَن الأسرة قرب الباب الصغير.
سُمّي أحد شوارع دمشق باسمه تكريمًا له، وتقديرًا لما قدَّمه للوطن من خِدْمات جليلة في مجالات العلم والمعرفة، ولما خلَّفه من آثار نفيسة.